# Goodnight, My Love
Goodnight, My Love è un film per la televisione del 1972 diretto da Peter Hyams.

## Trama
Negli anni '40, a Los Angeles Susan Lakely visita gli investigatori privati Francis Hogan e Arthur Boyle quando il suo ragazzo Michael Tarlow non chiama per quattro giorni. Dopo aver visitato il suo appartamento, i detective vengono attaccati da un ignoto aggressore che fugge. Premono Susan per ulteriori informazioni sui soci di suo marito, ma lei afferma di non essere a conoscenza della natura dei suoi affari. Dopo aver interrogato altre persone all'ippodromo dove l'uomo lavorava, visitano una discoteca mentre parlano con Julius Limeway, anche lui alla ricerca di Tarlow. Insieme, i detective devono vedere attraverso le bugie di Susan e scoprire la verità dietro la scomparsa del compagno.

## Accoglienza
Il Los Angeles Times ha definito il film "meravigliosamente divertente ... mirabilmente scritto e diretto da Peter Hyams con il giusto tocco."  Il New York Times lo ha definito "delizioso".
In seguito Hyams ha affermato che il film era stato esageratamente "elogiato. Uno degli addetti ai mestieri lo ha definito il  Quarto potere  dei film televisivi, che, credetemi, non lo era." 